# Gilbert Heathcote (1er baronnet)
Gilbert Heathcote, 1er baronnet (2 janvier 1652 - 25 janvier 1733) est un marchand britannique et homme politique whig qui siège à la Chambre des communes anglaise et britannique entre 1701 et 1733. Il est gouverneur de la Banque d'Angleterre et est maire de Londres en 1711.

## Jeunesse
Il est le fils aîné de Gilbert Heathcote de Chesterfield, Derbyshire, et de son épouse Anne Dickons, fille de George Dickons de Chesterfield. Il commence son apprentissage de commerçant à l'étranger et rentre en Angleterre en 1680. Il devient un homme libre de la Vintners Company en 1681. Le 30 mai 1682, il épouse Hester Rayner, fille de Christopher Rayner, marchand, de Londres. Il vit dans la paroisse de St. Dunstan's-in-the-East en 1682 et fonde une entreprise de commerçant à St Swithin's Lane dans le commerce de vins espagnols et d'autres produits. Il fait ses premiers pas dans le gouvernement de la corporation lorsqu'il est élu conseiller commun du quartier Walbrook en 1689. En 1690, il succède à son père.
Il est un agent de la Jamaïque de 1693 à 1704 fournissant des fonds pour le compte du gouvernement pour les troupes qui s'y trouvent. Il commerce également beaucoup avec les Indes orientales. En 1693, le navire Redbridge, dont il est copropriétaire, est arrêté par la Compagnie des Indes orientales, qui revendique le monopole du commerce avec l'Inde. Il affirme à la barre de la Chambre des communes son droit de commercer où bon lui semblait, à moins que le Parlement ne le restreigne, et la chambre se déclare par résolution contre le monopole de la société. Heathcote soutient le projet de loi relatif à la création d’une nouvelle société des Indes orientales. En 1694, il est commissaire et reçoit des souscriptions à la Banque d'Angleterre. Il est ensuite élu au suffrage universel comme administrateur de la banque, à intervalles réguliers pour le reste de sa vie. Il est commissaire de l'hôpital de Greenwich en 1695. En 1697, il est administrateur des factures de l'Echiquier et devient trésorier de la Eastland Company jusqu'en 1699. Lors d'une réunion de cette société tenue à Londres vers 1698, Pierre le Grand est présent et Heathcote s'adresse à lui en «haut néerlandais» pour faire référence à l'importation de tabac dans ses États. En 1698, il est commissaire chargé de souscrire des emprunts de la nouvelle Compagnie britannique des Indes orientales pour un montant de 10 000 livres. Membre d'un comité de sept personnes chargé de régler les problèmes avec l'ancienne société, il devient administrateur de la nouvelle société jusqu'en 1704.

## Carrière politique
Lors de l'Élections générales anglaises de 1698, il se présente au Parlement pour la ville de Londres, mais est battu. Il devient membre de la Compagnie de Russie en 1699. En 1700, il est maître de la compagnie des vignerons. Il est élu député de la ville de Londres lors de la première élection générale de 1701, mais il est expulsé le 20 mars 1701 pour avoir pris part à la circulation de certains projets de loi des finances. Il est toutefois réélu à la deuxième élection générale de 1701.
Il devient conseiller municipal de Walbrook le 30 juin 1702 et est réélu député de Londres aux Élections générales anglaises de 1702. Le 29 octobre 1702, il est fait chevalier par la reine, lors du banquet du Guildhall. Il dirige également de 1702 à 1704 le commerce unifié de la compagnie anglaise qui fait commerce avec les Indes orientales. Il est élu shérif de la Cité de Londres le jour de l'été 1703, après avoir été condamné à une amende en 1698 pour avoir décliné ces fonctions, et sert de 1703 à 1704. En 1705, il est élu membre de la Royal Society . De 1705 à 1709, il dirige de nouveau le commerce uni. Aux Élections générales anglaises de 1705, il redevient député de la ville de Londres. Il est un fiduciaire pour recevoir le prêt à l'empereur en 1706. De 1707 à 1710, il est colonel du régiment bleu de la milice de la ville et trésorier de la Honourable Artillery Company (HAC) de 1708 à 1711. Aux Élections générales britanniques de 1708, il redevient député de la ville de Londres. Il est gouverneur de la Banque d'Angleterre de 1709 à 1711. En vertu d'une loi du parlement prolongeant la charte de la Banque jusqu'en 1710, le gain de Heathcote serait de 60 000 livres. Aux élections générales de 1710, il perd son siège parlementaire à la ville de Londres.
En 1710, quand Heathcote devient le plus ancien échevin, pour devenir le maire de Londres, il subit l'opposition du parti de la cour, qui s'oppose à la remontrance qu'il adresse à la reine. La cour des échevins finit par l'élire et il sert de 1710 à 1711. Il est impopulaire et pour cette raison, la procession de maire à Westminster le 30 octobre est écourtée et les corporations de livraison l'amènent dans leurs péniches. Il est le dernier Lord maire à monter à cheval dans la procession du Mayoral. Il est vice-président de la HAC de 1711 à 1720 et reprend son commandement du Blue Regiment en 1714, restant colonel pour le restant de ses jours.
Aux Élections générales britanniques de 1715, il est réélu député de Helston. Il est nommé commissaire de cinquante nouvelles églises en 1715 et y reste jusqu'en 1727. En 1719, il est gouverneur de la Eastland Company. Il est président de la HAC à partir de 1720 pour le reste de sa vie. Aux élections générales britanniques de 1722, il est réélu député de New Lymington. Il devient président de l'hôpital St Thomas en 1722 pour le restant de ses jours. En 1725, il change de quartier et devient échevin de Bridge Without Ward, jusqu'à sa mort. Aux Élections générales britanniques de 1727, il est réélu député de St-Allemands. Il achète Normanton Hall en 1729 à Thomas Mackworth (4e baronnet) (en). Il est nommé commissaire de la colonie de Géorgie en octobre 1732 et obtient beaucoup de soutien pour la proposition de ses collègues directeurs de la Banque d'Angleterre. Il est créé baronnet en 1733, huit jours avant sa mort.

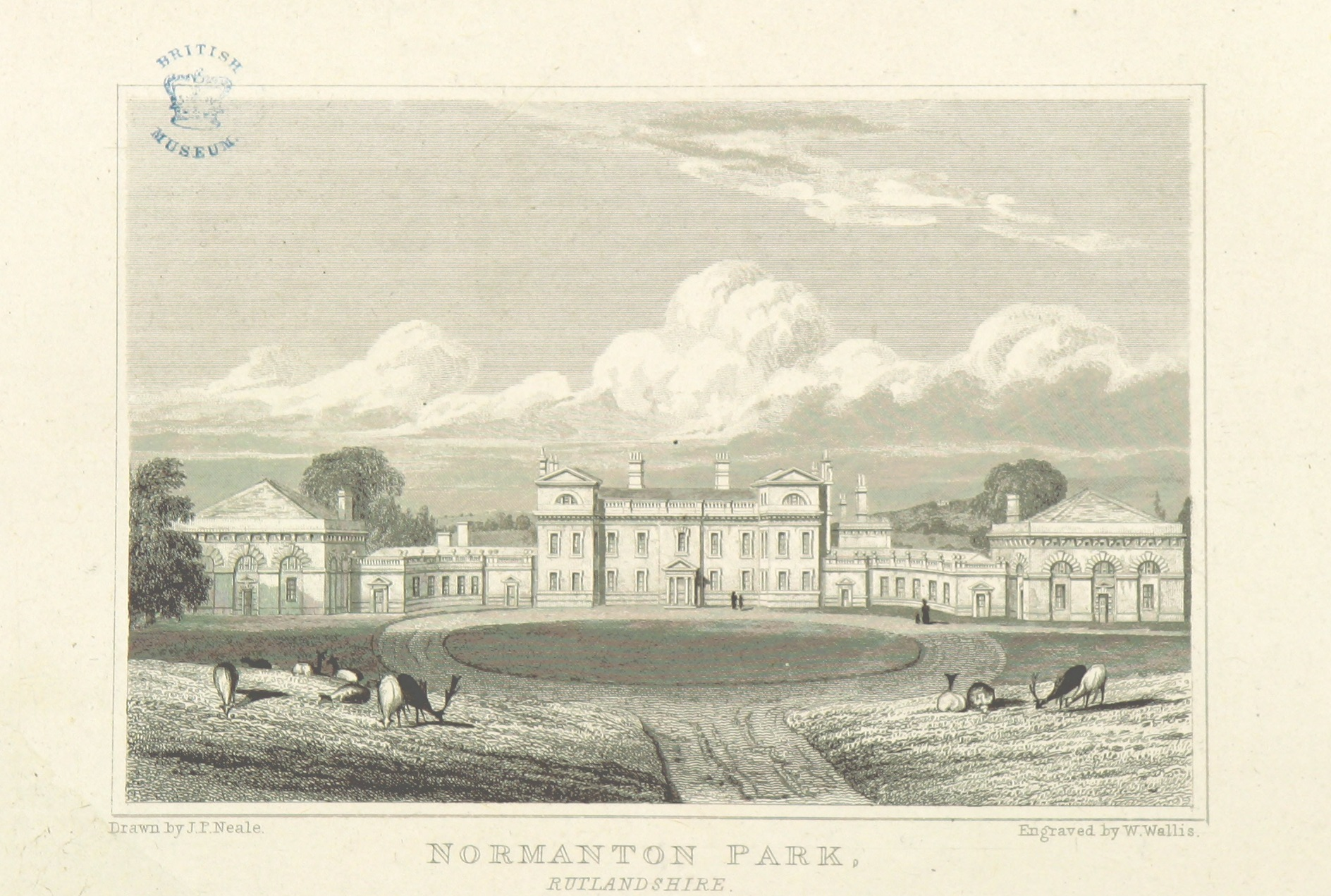
Normanton Park, Rutland

Bien que extrêmement riche, la méchanceté de Heathcote est évoquée par Alexander Pope ; et c’est ce trait qui explique en grande partie son impopularité auprès de la population. Il meurt à Londres le 25 janvier 1733 et est enterré à Normanton Hall. Un monument du sculpteur flamand John Michael Rysbrack se trouve maintenant dans l'église Edith Weston. Caleb Heathcote (en) est son frère.

## Descendance
Un descendant, Gilbert Heathcote (1er baron Aveland) (1795–1867), est créé baron Aveland en 1856; et son fils Gilbert Henry, qui en 1888 hérite de sa mère la baronnie de Willoughby de Eresby, devient le 1er comte d'Ancaster en 1892.